# Świeszyno (województwo pomorskie)
Świeszyno (kaszub. Swieszëno, niem. Schwessin) — wieś w Polsce położona na Pojezierzu Bytowskim, w województwie pomorskim, w powiecie bytowskim, w gminie Miastko. Na północ od miejscowości znajduje się Jezioro Świeszyńskie.
Miejscowość leży nad Jeziorem Głębokim. Jest to popularne miejsce rozpoczynania spływów kajakowych po rzece Brdzie.
W latach 1975–1998 miejscowość położona była w województwie słupskim.